# پرل هاربر
پِرل هاربِر  یا بندر پِرل (به انگلیسی: Pearl Harbor) یک بندر کولاب در مجمع‌الجزایر هاوایی است.
پایگاه نیروی دریایی آمریکا در این محل یکی از بهترین و بزرگترین پایگاه‌های نیروی دریایی در جهان است. در بندرگاه آن کشتی‌های بسیاری می‌توانند لنگر بیندازند و گنجایش تعمیرگاه‌های آن نیز برای کشتی‌ها زیاد است. در این پایگاه محل ویژه ای هم به زیردریایی‌ها اختصاص داده شده‌است.
سفر معروف زیردریایی یواس‌اس ناتیلوس (اس‌اس‌ان-۵۷۱) از پایگاه پرل هاربر آغاز شد. "ناتیلوس" در این سفر از زیر یخ‌های قطب شمال گذر کرد.
معروفیت این بندر به خاطر حمله ارتش ژاپن به پایگاه دریایی ایالات متحده آمریکا در ۷ دسامبر ۱۹۴۱ است. درپی این حمله، آمریکا وارد جنگ جهانی دوم شد. در حمله هوایی ژاپنی‌ها ناوگان اقیانوس آرام آمریکا از جمله هفت رزمناو نابود شدند.

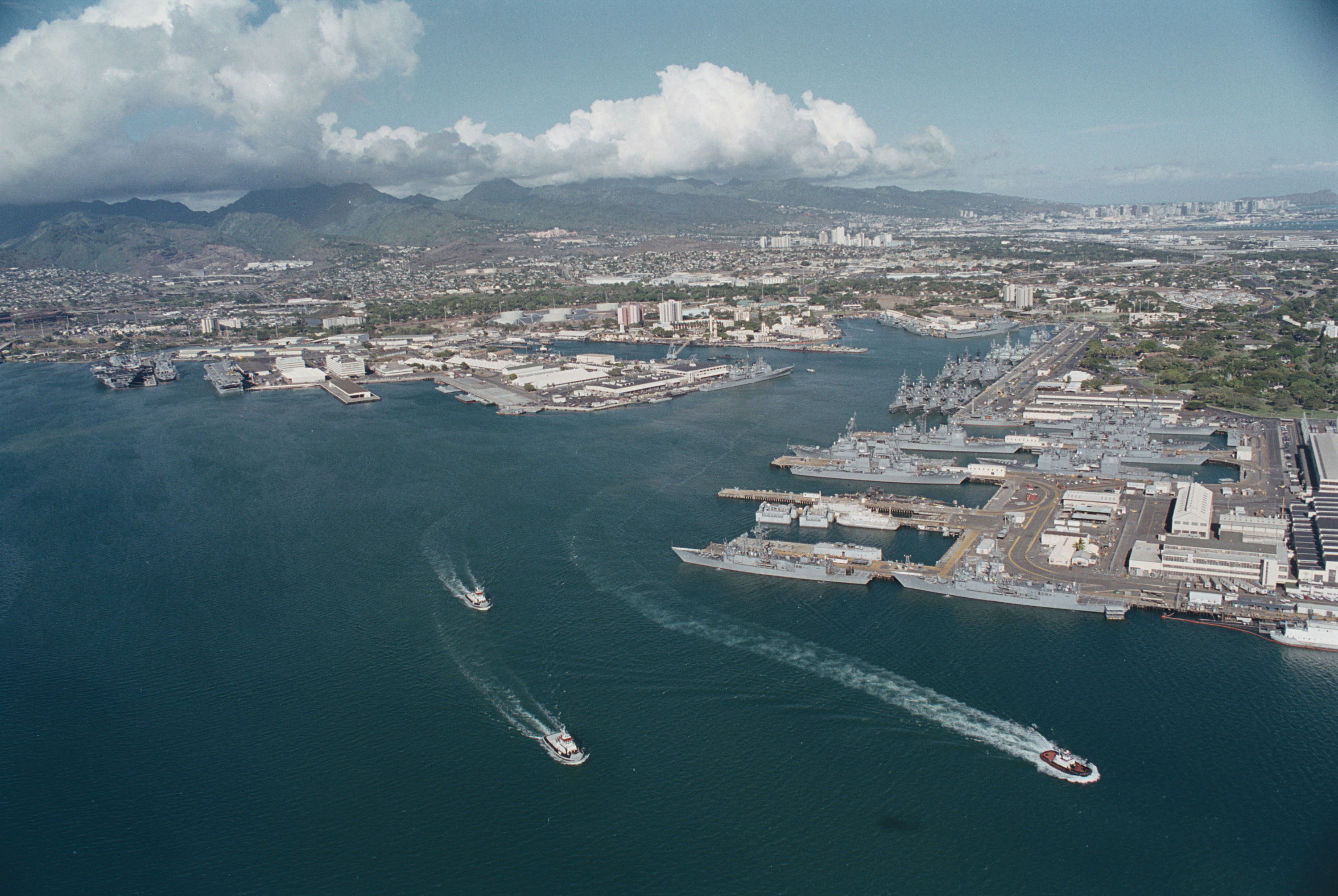
نمایی از پرل هاربر